# Chafariz da Praça Teófilo Braga
O Chafariz da Praça Teófilo Braga, de seu nome inicial Chafariz do Sapal,  foi mandado construir em 1697 (segundo incrição na zona posterior), pela Câmara de Setúbal na Praça do Sapal, actual Praça de Bocage.
A água que vinha dar a este chafariz, era oriunda de uma nascente localizada na Arca d'Água, em Alferrara, a cerca de 3 km da Praça do Bocage, e era conduzida pelo Aqueduto dos Arcos.

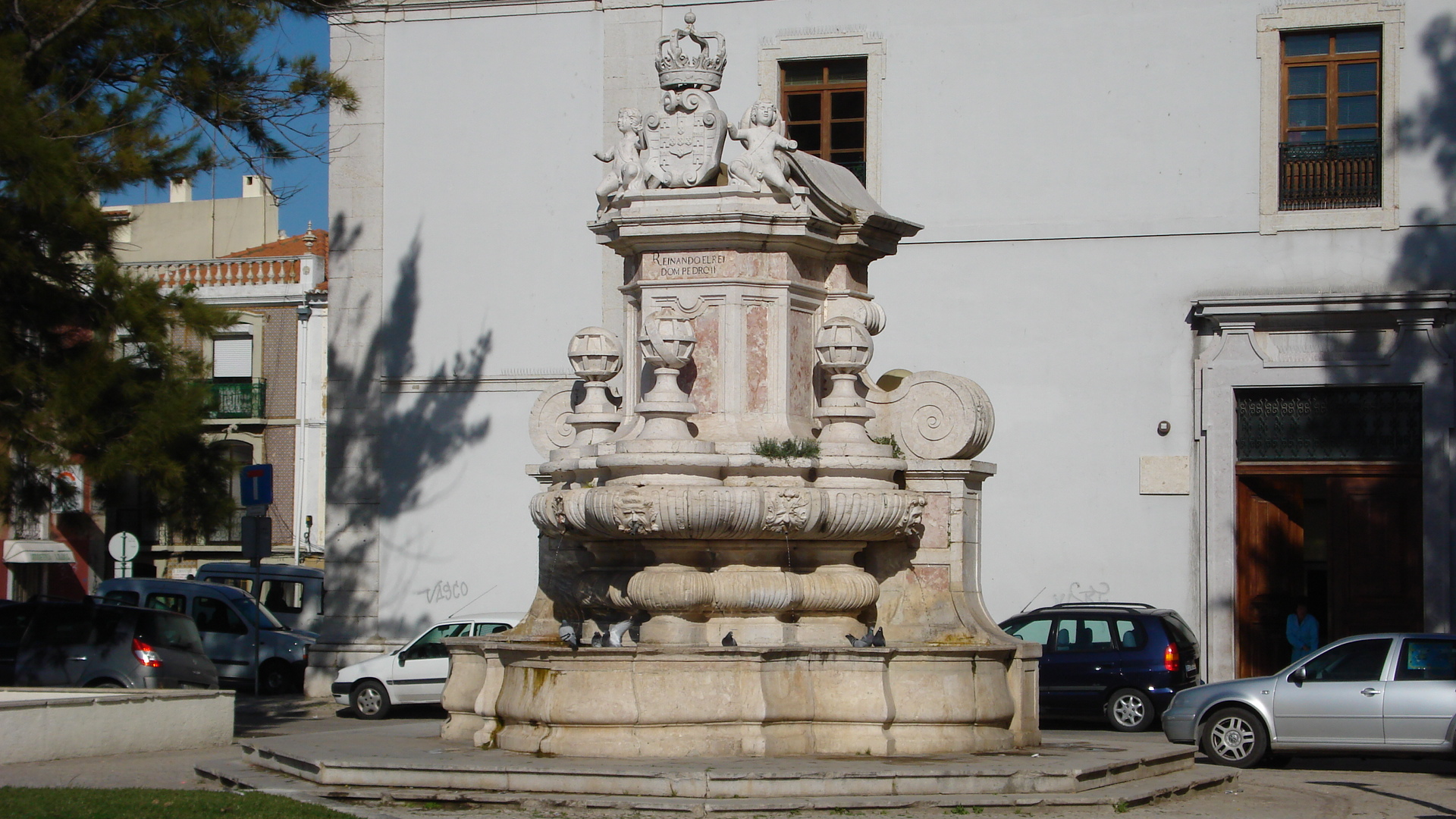
Chafariz do Sapal

Mais tarde, no século XX, o chafariz foi desmontado e instalado na Praça Teófilo Braga, onde está actualmente, desempenhando funções meramente estéticas.
Possui a seguinte inscrição:
«O Senado da Câmara desta notável e sempre leal vila de Setúbal mandou fazer esta obra na era de 1697»
O Chafariz da Praça Teófilo Braga encontra-se classificado como Imóvel de Interesse Público desde 1977.